# Oberhauserella
Oberhauserella es un género de foraminífero bentónico de la familia Oberhauserellidae, de la superfamilia Duostominoidea, del suborden Robertinina y del orden Robertinida. Su especie tipo es Globigerina mesotriassica. Su rango cronoestratigráfico abarca desde el Anisiense (Triásico medio) hasta el Hettangiense (Jurásico inferior).

## Clasificación
Algunas clasificaciones han incluido Oberhauserella en la superfamilia Rotaliporoidea, del suborden Globigerinina y del orden Globigerinida.
Oberhauserella incluye a las siguientes especies:
- Oberhauserella alta †
- Oberhauserella compressa †
- Oberhauserella crassa †
- Oberhauserella fuchsi †
- Oberhauserella karinthiaca †
- Oberhauserella latumbilicata †
- Oberhauserella margaritifera †
- Oberhauserella mesotriassica †
- Oberhauserella norica †
- Oberhauserella orata †
- Oberhauserella parocula †
- Oberhauserella parviforamen †
- Oberhauserella planiconvexa †
- Oberhauserella praerhaetica †
- Oberhauserella quadrilobata †
- Oberhauserella rhaetica †